# Xacitarxan
Xacitarxan ili Hadžitarhan (Actarxan), također znan kao i Astrakhan u ruskim izvorima, je bio srednjekovni grad u razdoblju od 13. do 16. stoljeća na desnoj obali rijeke Volge, uzvodno 12 km od današnjeg Astrahana.
Bio je glavno trgovinsko središte na križanju glavnih trgovačkih puteva. U 13. i 14. stoljeću je bio jedan od glavnih trgovinskih i političkih središta Zlatne Horde. 1395. je je zauzeo i razorio Timurlenko. Kasnije, grad je iznova napravljen, id od 15. stoljeća, bio je glavni grad Astrahanskog Kanata. 1547. ga je zauzeo krimski kan Sahib-Giray, a od 1554. do 1556. grad je opsjedao i spalio ruski car Ivan Grozni.  1556. Astrahanski Kanat je priključen ruskoj državi i starom naselju su dani bili odbrojani.